# Tre Valli Varesine 1959
La Tre Valli Varesine 1959, trentanovesima edizione della corsa, si svolse il 13 settembre 1959 su un percorso di 253 km. La vittoria fu appannaggio dell'italiano Dino Bruni, che completò il percorso in 6h14'10", precedendo i connazionali Giovanni Verucchi e Armando Pellegrini.
Sul traguardo di Varese 71 ciclisti portarono a termine la competizione. 

## Ordine d'arrivo (Top 10)
| Pos. | Corridore          | Squadra              | Tempo    |
| ---- | ------------------ | -------------------- | -------- |
| 1    | Dino Bruni         | Ignis                | 6h14'10" |
| 2    | Giovanni Verucchi  | San Pellegrino Sport | s.t.     |
| 3    | Armando Pellegrini | EMI-Guerra           | a 35"    |
| 4    | Alessandro Fantini | Atala-Pirelli        | s.t.     |
| 5    | Giorgio Albani     | Molteni              | s.t.     |
| 6    | Guido Boni         | Tricofilina-Coppi    | s.t.     |
| 7    | Walter Almaviva    | Bianchi              | s.t.     |
| 8    | Carlo Azzini       | Legnano              | s.t.     |
| 9    | Giovanni Pettinati | Atala-Pirelli        | s.t.     |
| 10   | Noè Conti          | Bianchi              | s.t.     |